# Crematogaster descarpentriesi
Crematogaster descarpentriesi är en myrart som beskrevs av Santschi 1928. Crematogaster descarpentriesi ingår i släktet Crematogaster och familjen myror. Inga underarter finns listade i Catalogue of Life.

## Bildgalleri

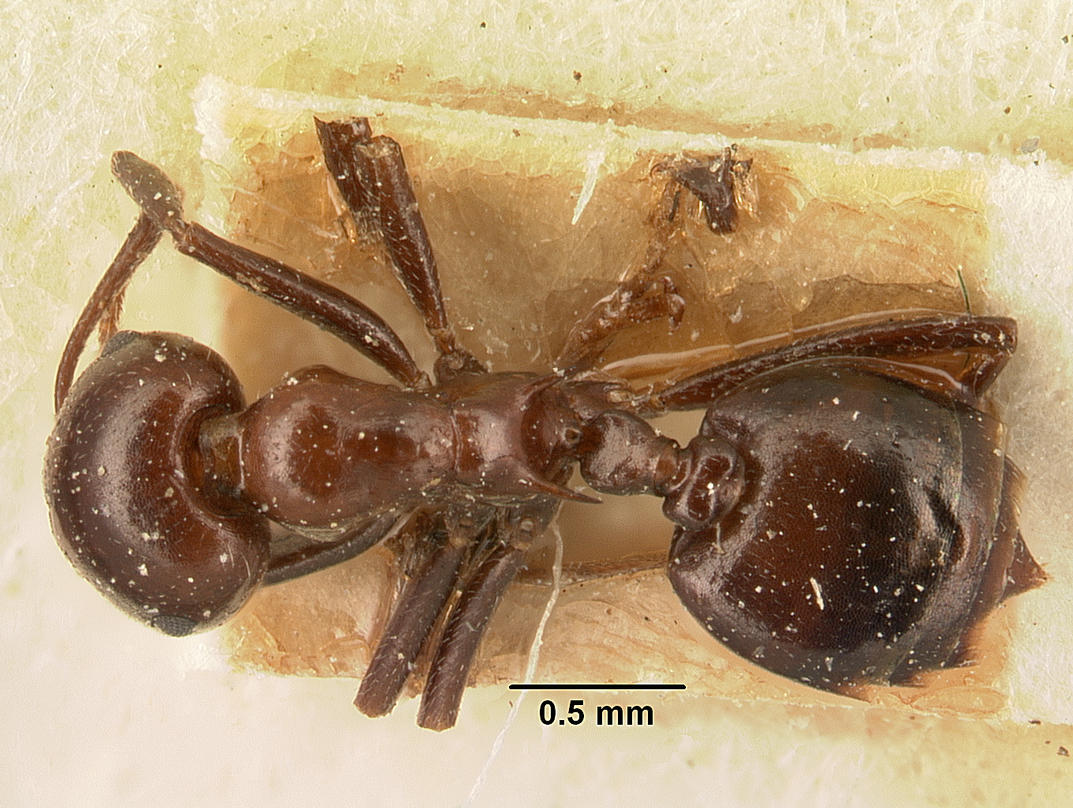
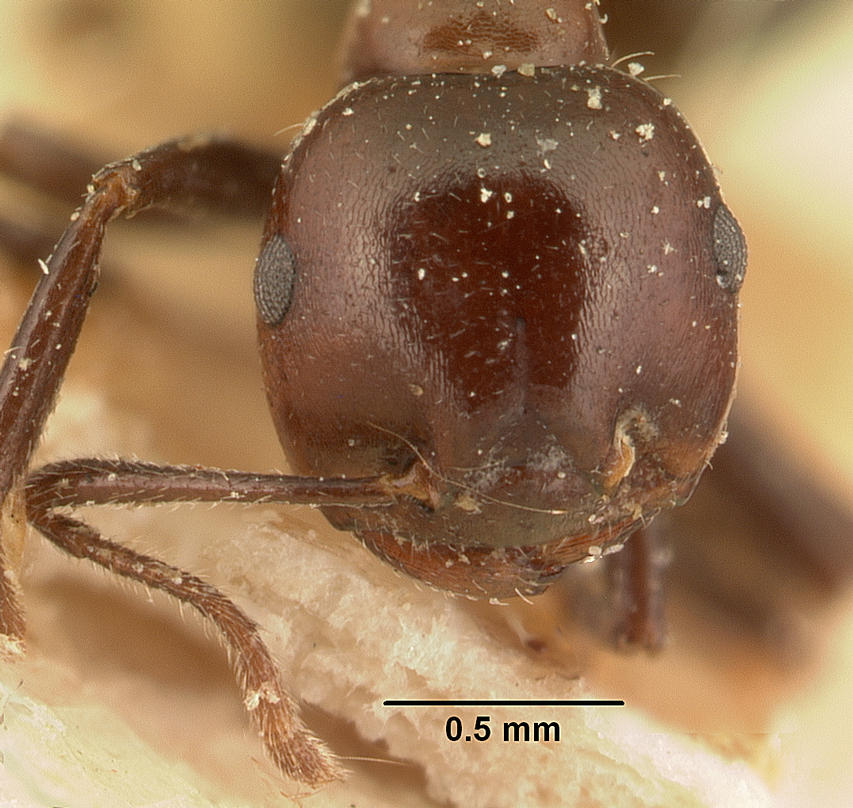
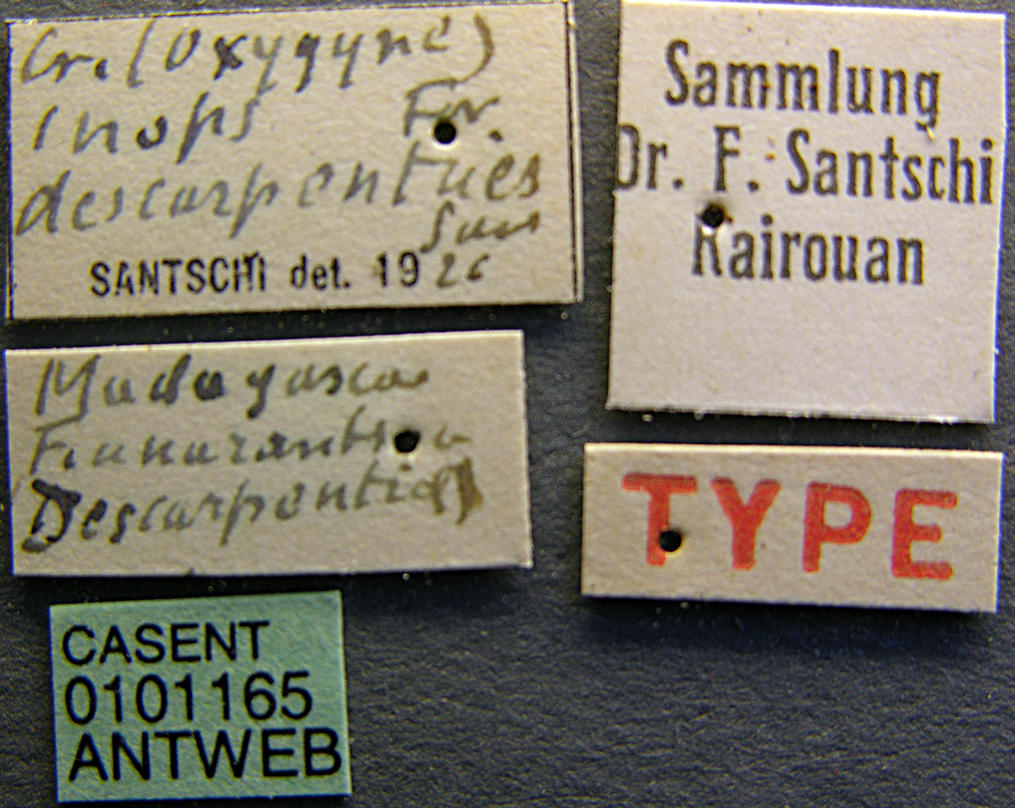
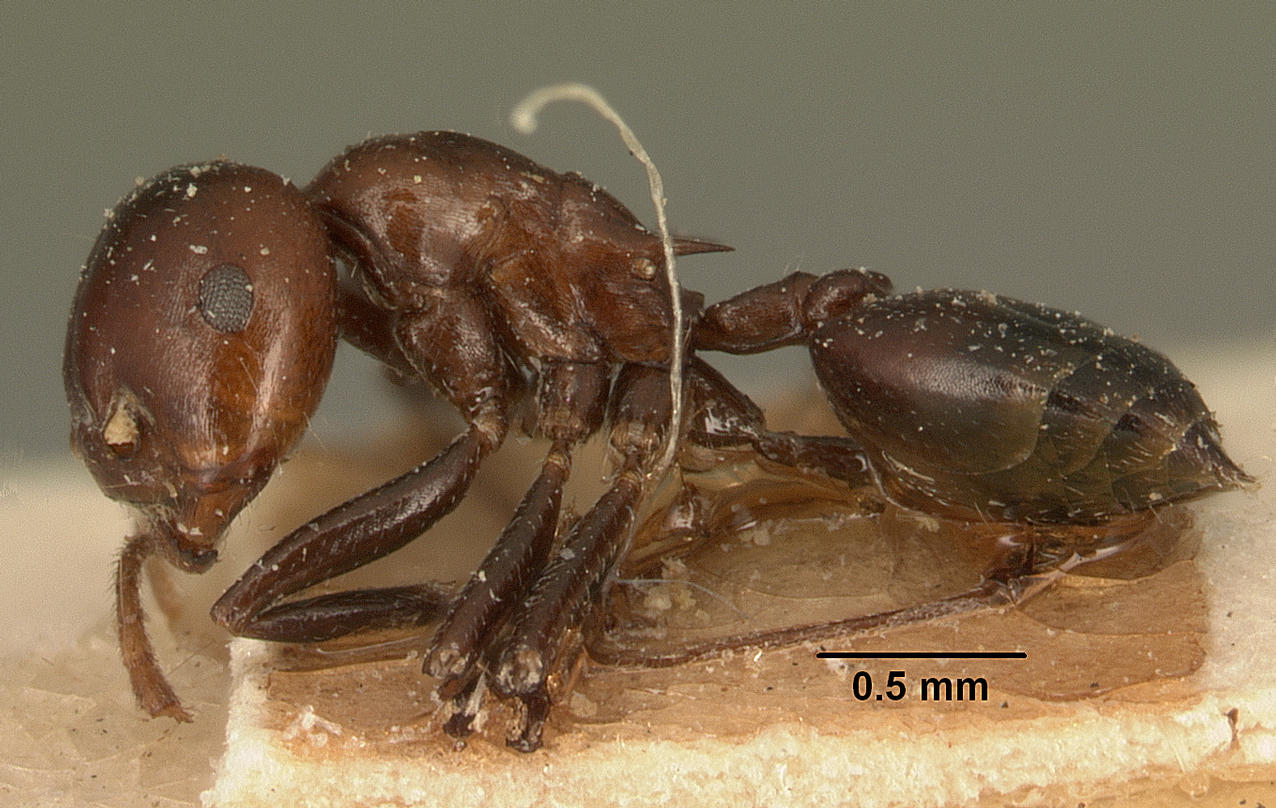
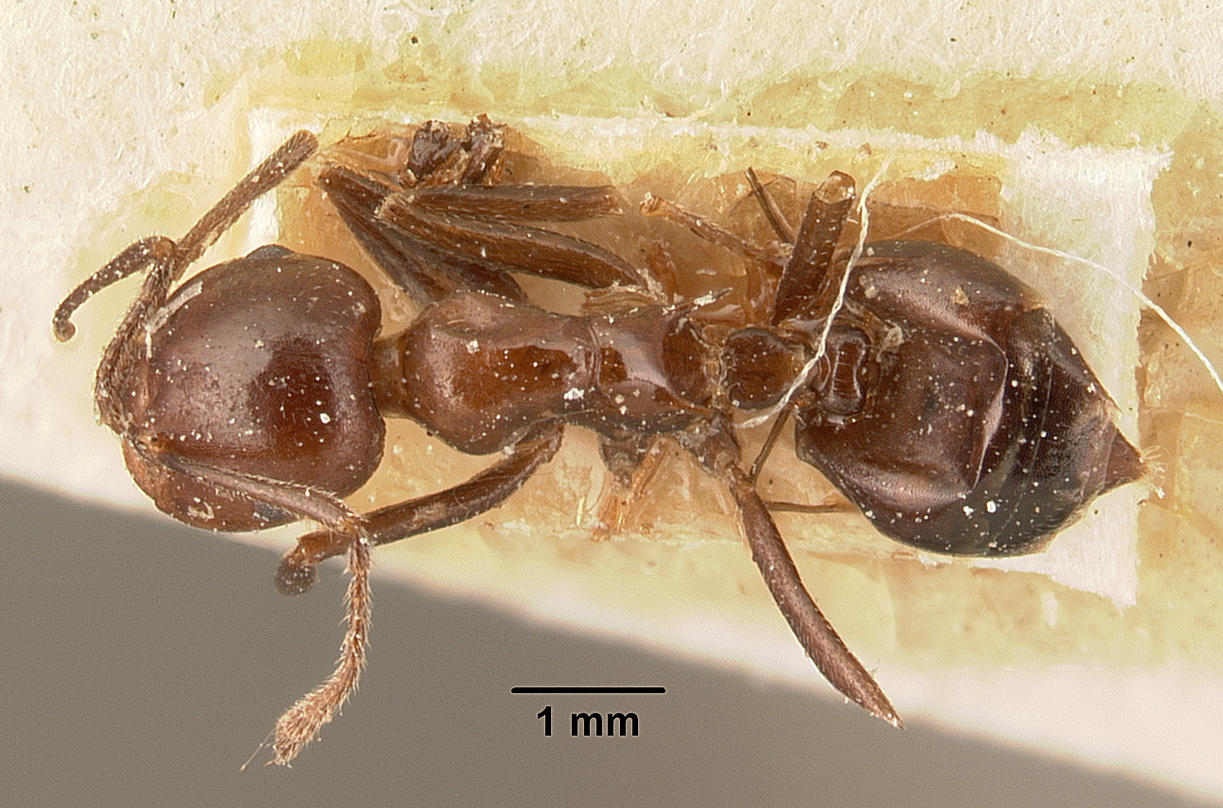
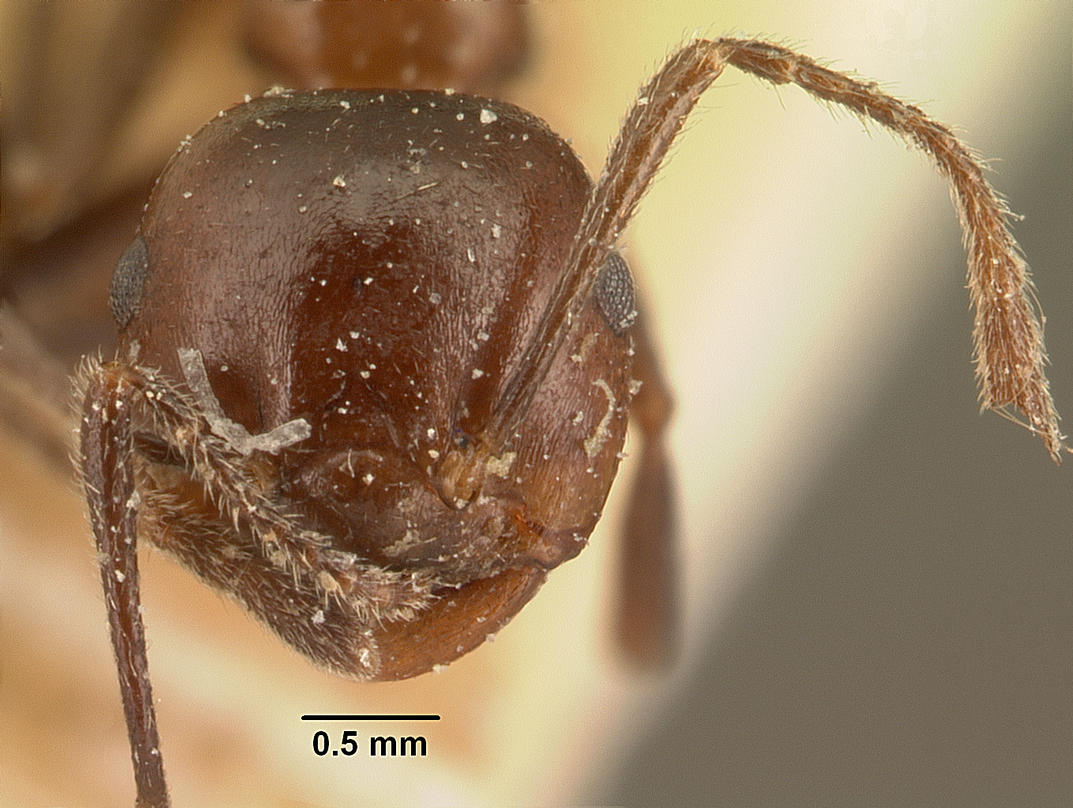